# Pelagiske zone
Den pelagiske zone består af vandsøjlen i det åbne hav eller oceanerne, og kan yderligere blive inddelt i områder afhængigt af vanddybde. Ordet "pelagisk" er afledt af oldgræsk πέλαγος (pélagos), der kan oversættes til "åbent hav". Den pelagiske zone kan ses som en imaginær cylinder eller vandsøjle, der går fra overfladen af havet og næsten helt ned til bunden. Betingelserne i vandsøjlen ændrer sig i takt med at afstanden fra overfladen (dybden) øges: trykket øges, temperaturen falder, mængden af sollys bliver mindre, saltindholdet og mængden af opløst oxygen samt andre sporstoffer som jern, magnesium og calcium ændres også. I lighed med jordens atmosfære kan den pelagiske zone opdeles i fem forskellige lag (se illustrationen) baseret på vandybden.
Ud over at de ovennævnte betingelser ændrer sig i de forskellig lag, så bliver havlivet påvirket af batymetrien (undervandstopografien), dvs. nærheden til kystlinje eller havbund, herunder undersøiske bjerge. Havlivet bliver også påvirket af hvor tæt det er på havoverfladen. En kort afstand til havoverfladen kan give sollys til fotosyntese, men kan også gøre det nemmere for rovdyr fra oven at angribe, og desuden kan vinden røre op i bølgerne og sætte havstrømme i gang. Den pelagiske zone refererer til åbent hav og fri havoverflader, og som ikke er for tæt på en grænse som kyster, havbund eller overflade. Havliv, der lever i den pelagiske zone, kan frit svømme i alle retninger.
Den oceanske zone er det dybe åbne hav efter kontinentalsoklen. Disse åbne havområder er i kontrast til havområderne ved kysterne og de kystnære farvande, som i flodmundinger. Vandet kan løbe ud i den oceanske zone og helt ned til den abyssale zone og sågar ned til den hadopelagiske zone. Kystnære farvande er generelt begrænset til relativt lave dele af den pelagiske zone, men de hører stadig til området såfremt de ikke er nær havbunden. Sammenlagt består den pelagiske zone af 1,33 milliarder km3 med en gennemsnitsdybde på 3,68 km og en maksimal dybde på 11 km. Fisk der lever i den pelagiske zone kaldes pelagiske fisk. Der er mindre pelagisk liv, jo dybere man kommer.
Den pelagiske zone står i kontrakt til den bentiske zone og den demersale zone, som begge er tæt på havbunden. Den bentiske zone er det økologiske område meget tæt på havbunden. Den inkluderer overfladesediment og nogle af de lag, som er umiddelbart under havoverfladen. Havliv i denne zone, bl.a. muslinger og krabber, kaldes benthos. Den demersale zone er umiddelbart over den bentiske zone. Den kan blive meget påvirket af havbunden og de dyr og planter som lever her. Fisk der lever i dette område kaldes demersale fisk og kan opdeles i bentiske fisk, der har højere massefylde end vandet, hvorved de kan hvile på havbunden, og bentopelagiske fisk, der kan svømme i vandsøjlen lige over bunden. Demersale fisk er også kendt som bundfødende fisk og bundfisk.

## Dybde og lag
Havet kan inddeles i et antal zoner, opdelt efter dybde:
- Epipelagisk zone (fra overfladen ned til ca. 200 meters dybde) er den oplyste overfladezone, hvor der er lys nok til fotosyntese. Det er hovedsageligt her, at planter og dyr er koncentreret. Det er her man f.eks. finder tun og hajer.
- Mesopelagisk zone (fra 200 meter til ca. 1000 meters dybde) kaldes også tusmørkezonen. Der når en smule lys derned, men det er for svagt til fotosyntese.
- Bathypelagisk zone (fra 1000 meter ned til ca. 4000 meters dybde) ligger i en dybde hvor oceanerne er næsten fuldstændigt mørke, når man ser bort fra nogle få, selvlysende organismer. Fra denne zone og nedefter kaldes havet dybhavet. Der er ingen levende planter, og de fleste dyr klarer sig ved at indtage dødt, organisk materiale, som langsomt synker ned mod havbunden, eller ved at jage andre. Kæmpeblæksprutterne lever dernede, og det er der, de store kaskelothvaler jager dem.
- Abyssopelagisk zone (fra 4000 meter ned til laget umiddelbart over havbunden) er på en dybde hvor der intet lys er overhovedet, og de fleste organismer er blinde og blege. Navnet kommer af græsk abyssos = "bundløs", fordi man en overgang troede, at oceanerne var bundløse.
- Hadopelagisk zone (også kaldet hadal, det dybe vand i oceangravene). Navnet stammer fra græsk hades, som var den klassisk græske underverden.

Den epipelagiske og (med en vis begrundelse) den mesopelagiske zone danner tilsammen oceanernes fotiske zone. Alle de øvrige danner oceanernes afotiske zone.
De bathypelagiske, abyssopelagiske og hadopelagiske zoner ligner hinanden meget, og nogle marinbiologer betragter dem som én zone eller samler i hvert fald de to sidste under ét.

## Pelagisk økosystem
Det pelagiske økosystem er baseret på planteplankton. Planteplankton skaber deres egen føde ved hjælp af fotosyntese. Da de har brug for sollys til denne proces lever de i den øverste del af den pelagiske zone, hvor sollys stadig trænger igennem, hvilket også inkluderer kystfarvadne og den neritiske zone. Biodiversiteten mindskes markant i de dybere zoner, hvor mængden af opløst oxygen bliver mindre, trykket øges, temperaturen falder, fødevarekilder bliver knappe og lyset bliver mindre for til sidstat forsvinde helt.

### Pelagiske hvirvelløse dyr
Nogle eksempler på pelagiske hvirvelløse dyr er krill (lyskrebs), vandlopper, gopler, blækspruttelarver, tanglopper, hjuldyr og dafnier.
Thorsons regel (opkaldt efter den danske marinbiolog Gunnar Thorson ) fastslår, at bentiske marine hvirvelløse dyr ved lave breddegrader (tropiske og suptropiske områder) har tendens til at producere et stort antal æg, der udvikler sig til pelagiske larver der spredes bredt, hvorimod sådanne organismer ved højere breddegrader (koldere områder) har en tendens til at lave færre og større æggeblommeholdige æg og større afkom.

### Pelagiske fisk
Pelagiske fisk lever i vandsøjlen fra kyst-, ocean- eller søvand, men ikke på eller nær bunden af havet eller søen. De kan ses i modsætning til demersale fisk, der lever på eller nær bunden og koralrevsfisk.
Disse fisk er ofte ”migrerende fisk” (fisk der regelmæssigt flytter sig), ”byttefisk” (mindre fisk der lever af plankton), og de større fisk, der følger efter og lever af byttefiskene. Eksempler på migrerende fisk er sild, ansjos, lodde og sardin. Som eksempel på større pelagiske fisk der jager byttefiskene kan nævnes marlin, savfisk, tun og oceanernes hajer.

### Pelagiske krybdyr
Pelamis platura, den pelagiske havslange, er den eneste af de 65 arter af søslanger, der tilbringer hele deres liv i den pelagiske zone. Den føder levende unger på havet og er hjælpeløs på land. Arten danner nogle gange klynger på tusindvis, der glider rundt i vandets overflade. Den pelagiske havslange er den mest udbredte langeart.
Mange arter af havskildpadder tilbringer de første år af deres liv i den pelagiske zone og rykker nærmere kysten, når de bliver voksne.

### Pelagiske fugle
Pelagiske fugle, også kaldet havfugle, lever mere på det åbne hav og oceanerne end omkring mere begrænsede vandarealer såsom floder og søer. De pelagiske fugle ernærer sig ved planktonagtige krebsdyr, blæksprutter og byttefisk. Som eksempler kan nævnes Lunden, guldlokket pingvin sodfarvet terne, stormfugle og albatrosser.